# Ярбеков, Дильшод Ахмедович
Дильшод Ахмадович Ярбеков (р.1 мая 1974) — узбекский боксёр, чемпион Азии, призёр чемпионата мира.
Родился в 1974 году в Самарканде. В 1994 году завоевал бронзовую медаль Азиатских игр. В 1995 году стал чемпионом Азии и бронзовым призёром чемпионата мира. В 1996 году принял участие в Олимпийских играх в Атланте, но там стал лишь 7-м. В 1998 году стал серебряным призёром Азиатских игр. В 2000 году принял участие в Олимпийских играх в Сиднее, но там стал лишь 17-м.

## Награды
- Орден «Дустлик» (1996)[1]
- Заслуженный спортсмен Республики Узбекистан (2000)[2]